# Konferenz der kantonalen Geoinformationsstellen
Die Konferenz der kantonalen Geoinformationsstellen (KKGEO) vereinigte in der Schweiz von 2004 bis Ende 2020 die kantonalen Geodaten-Koordinationsstellen und GIS-Fachstellen zur Gewährleistung einer gemeinsamen Interessenvertretung der Kantone. Am 1. Januar 2021 schloss sich KKGEO mit CadastreSuisse zur Konferenz der kantonalen Geoinformations- und Katasterstellen (KGK) als eine Fachämterkonferenz der Schweizerischen Bau-, Planungs- und Umweltdirektoren-Konferenz (BPUK) zusammen.

## Organe und Mitglieder

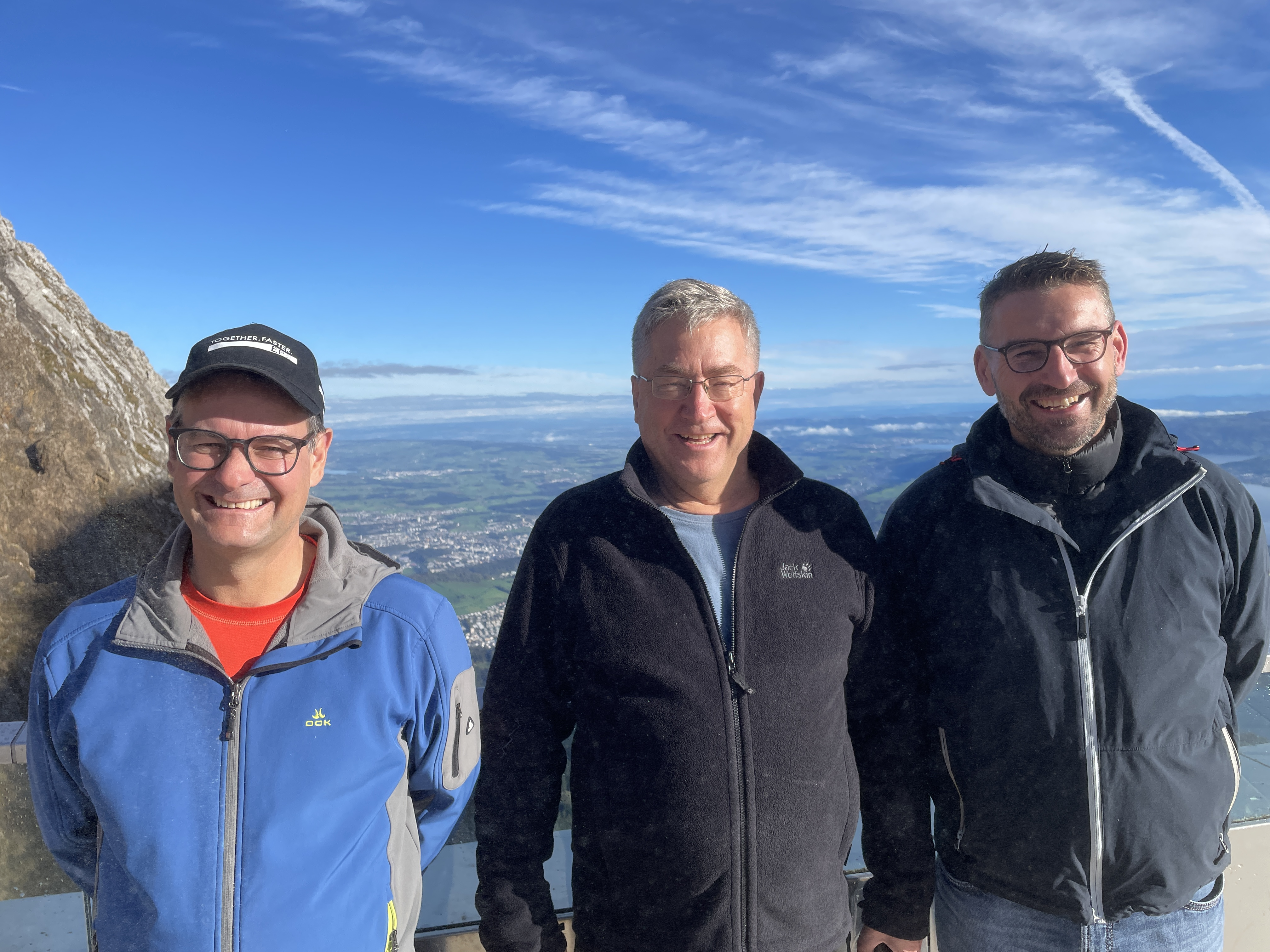
Präsidenten KKGEO 2004 bis 2020, Aufnahme 2022 auf dem Pilatus

Mitglieder der KKGEO waren Kantone mit ihren GIS-Verantwortlichen oder Leiter der GIS- oder Geodaten-Koordinationsstellen des Kantons oder der kantonalen Verwaltung sowie die entsprechende Amtsstelle des Fürstentums Liechtenstein.
Präsidenten der KKGEO:
- 2004–2014 Thomas Hösli Kanton Luzern
- 2014–2015 Rainer Ogier Kanton Wallis
- 2015–2020 Simon Rolli Kanton Basel-Stadt

Die Geschäftsstelle KKGEO war für die operativen und administrativen Arbeiten der Konferenz zuständig.

## Aktivitäten
Die KKGEO hatte zahlreiche Vernehmlassungen und Stellungnahmen für fach- und verwaltungstechnische Fragen im Bereich Geoinformation erarbeitet. Die KKGEO wirkte insbesondere bei der Erarbeitung und Umsetzung der Geoinformationsgesetzgebung, bei der Harmonisierung und Bereitstellung von Geobasisdaten und beim Aufbau der Nationalen Geodateninfrastruktur (NGDI) mit. Die Mitglieder der KKGEO profitierten vom Erfahrungsaustausch im Fachbereich Geoinformation, insbesondere in der Anwendung von Normen und Standards für die Entwicklung und Realisierung von Geoinformatikanwendungen und Austausch von Geoinformationen. Die KKGEO hat diverse Tagungen und Kurse organisiert und Fachprobleme durch Fachgruppen oder Spezialisten behandeln lassen und entsprechende technische und methodische Empfehlungen abgegeben.

## Interkantonale Koordination in der Geoinformation (IKGEO)
Die Führungsrolle und politische Verantwortung für die Koordination der Kantone im Bereich der Geoinformation liegt bei der Schweizerischen Bau-, Planungs- und Umweltdirektorenkonferenz (BPUK) als zuständige Direktorenkonferenz. Die BPUK hatte die KKGEO in Zusammenarbeit mit anderen Fachstellen für die interkantonale Koordination in der Geoinformation beauftragt. Dazu wurde im Jahr 2010 die bis ins Jahr 2015 dauernde Organisation Interkantonale Koordination in der Koordination in der Geoinformation (IKGEO) als Vereinigung der kantonalen Fachverbänden aus den Bereichen Forst, Geoinformation, Grundbuch, Landwirtschaft, Raumplanung, Umwelt, Verkehr und Vermessung unter der Federführung von KKGEO geschaffen.
Präsidenten der IKGEO:
- 2010–2015 Thomas Hösli Kanton Luzern
- 2015 Simon Rolli Kanton Basel-Stadt

Im Jahr 2016 wurde die IKGEO in die KKGEO integriert.

## Zusammenarbeit
Die KKGEO arbeitete eng mit fachnahen Verbänden zusammen, insbesondere mit der Konferenz der kantonalen Vermessungsämter (KKVA), mit der Kantons Planer Konferenz (KPK), mit der Schweizerischen Informatik Konferenz Arbeitsgruppe GIS (SIK-GIS) und mit der Schweizerische Organisation für Geografische Information (SOGI). Die KKGEO pflegte den Kontakt mit Fachstellen des Bundes, insbesondere mit dem swisstopo und der Koordinationsstelle für Geografische Informationssysteme (KOGIS).

## Konferenz der kantonalen Geoinformations- und Katasterstellen (KGK)
Am 1. Januar 2021 ist durch den Zusammenschluss von KKGEO und CadastreSuisse die Konferenz der kantonalen Geoinformations- und Katasterstellen (KGK) als Fachämterkonferenz der Bau-, Planungs- und Umweltdirektoren-Konferenz (BPUK) entstanden.